# Kim Lammers
Kim Lammers (Amsterdam, 21 aprile 1981) è una hockeista su prato olandese.

## Biografia
Apertamente lesbica, ha rappresentato i Paesi Bassi ai Giochi olimpici estivi di Londra 2012, aggiudicandosi la medaglia d'oro.
È stata due volte campionessa del mondo, a Madrid 2006 e L'Aia 2014 e due volte vicecampionessa Perth 2002 e Rosario 2010.

## Palmarès
Olimpiadi
- 1 medaglia:
  - 1 oro (Londra 2012)

Mondiali
- 4 medaglie:
  - 2 ori (Madrid 2006, L'Aia 2014)
  - 2 argenti (Perth 2002, Rosario 2010)

Europei
- 6 medaglie:
  - 4 ori (Barcellona 2003, Dublino 2005, Amstelveen 2009, Mönchengladbach 2011)
  - 1 argento (Manchester 2007)
  - 1 bronzo (Boom 2013)

Champions Trophy
- 10 medaglie:
  - 4 ori (Rosario 2004, Canberra 2005, Quilmes 2007, Amstelveen 2011)
  - 1 argento (Nottingham 2010)
  - 5 bronzi (Macao 2002, Sydney 2003, Amstelveen 2006, Sydney 2009, Rosario 2012)